# 美国政治传统及其缔造者
《美国政治传统及其缔造者》是美国历史学家理查德·霍夫施塔特的著作，1948年由克诺夫出版社出版，描述了美国历任总统和其他政治人物的意识形态。